# Federation Square
Federation Square (connu aussi familièrement sous le nom de la Fed Square) est un lieu culturel dans le centre-ville de Melbourne, en Australie. Il comprend une série de bâtiments abritant un écran géant, des galeries d'art, un musée, des cinémas, des espaces d'exposition, des auditoriums, des restaurants, des bars et des magasins autour de deux espaces publics majeurs, l'un couvert (l'atrium), l'autre à ciel ouvert, et composé de deux espaces qui se font face (la cour Saint-Paul et le square). La plus grande partie de l'enceinte a été construite sur une dalle en béton au-dessus des lignes de chemin de fer entre 2002 et 2004. 
Un ajout important en 2006 au centre a été Federation Wharf qui a prolongé Federation Square jusqu'au Yarra, en aménageant les voûtes sous le pont Princes en cafés et terminaux de ferry avec un accès par ascenseur à Federation Square.

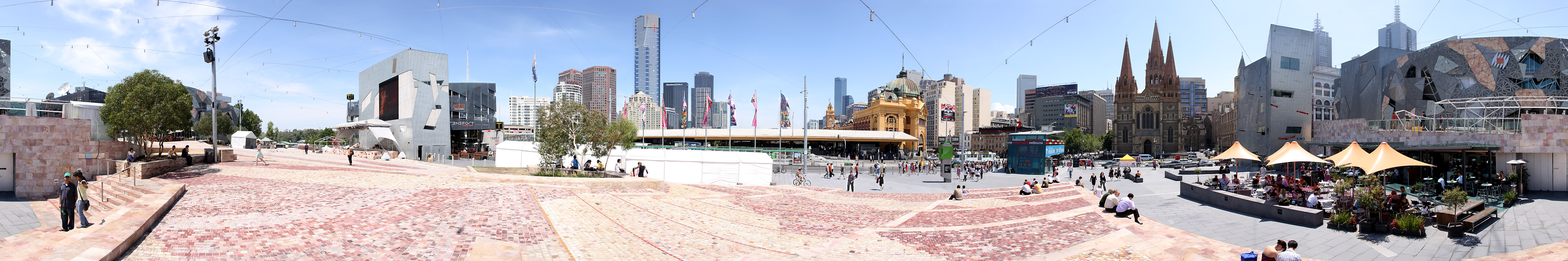
Vue à 360° de Federation Square

Vue de nuit de Federation Square